# Pycnoschema mirei
Pycnoschema mirei är en skalbaggsart som beskrevs av Roger Paul Dechambre 1978. Pycnoschema mirei ingår i släktet Pycnoschema och familjen Dynastidae. Inga underarter finns listade i Catalogue of Life.